# Progresszív Párt (Dél-Korea, 2017)
A Progresszív Párt (koreai: 진보당; handzsa: 進步黨; RR: Jinbodang), korábbi nevén Mindzsung Párt (koreai: 민중당; Hanja: 民衆黨; RR: Minjungdang) egy szélsőbaloldali és baloldali nacionalista politikai párt Dél-Koreában. A párt az Új Néppárt és a Népi Egységpárt egyesülésével jött létre 2017. október 15-én.